# Modulární kavárna

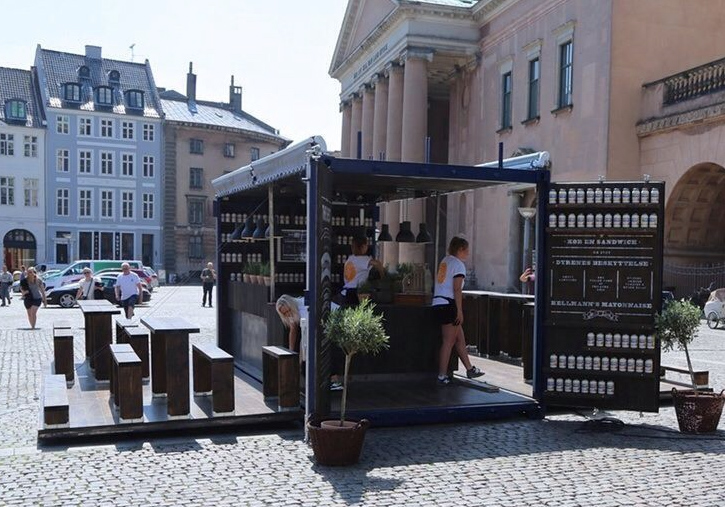
modulární kavárna v rozloženém stavu

Modulární kavárna je kavárna vystavěná principem modulární výstavby, tedy vytvořená z jednoho a více prefabrikovaných prostorových modulů. Výhodou takových kaváren je především jejich mobilita - tedy možnost změnit lokalitu v závislosti na množství potenciálních zákazníků. Když dojde k poklesu poptávky, je velice snadné takovou kavárnu přesunout na jiné místo. Stejně tak umožňuje i cílené využití na konkrétních akcích (hudebních či filmových festivalech, veletrzích a výstavách, nebo jiných veřejných akcích).
Jedná se o podobnou funkci, jakou mají pojízdné maringotky, nebo jiné mobilní prodejny. U mobilních kaváren je však silnou stránkou náročnější design a mnohdy sofistikovanější konstrukční systém, který umožňuje moduly rozložit do podoby plnohodnotné kavárny včetně barového sezení u pultu v kombinaci s klasickým sezením u stolečku na výsuvné terase se zastřešením. Tím se svým komfortem přibližují více klasickým kavárnám, ale přitom si stále zachovávají svou vlastnost snadné přemístitelnosti. 
První vlaštovky modulárních stánků a kaváren se objevily v roce 2011 v New Yorku na Times Square. V českém prostředí je vývoj v této oblasti zatím opatrnější z toho důvodu, že to není úplně levná záležitost a maringotky mají silnou tradici.